# Psalm 60
Der 60. Psalm ist ein Psalm Davids und ist der Liturgie zugehörig.

## Gliederung
Der Psalm lässt sich folgendermaßen gliedern:
- Vers 1f.: Überschrift
- Vers 3–7: Gott hat verstoßen:
  - Vers 3–5: Klage
  - Vers 6f.: Vertrauen und Bitte
- Vers 8–11: Gott hat gesprochen
- Vers 12–14: Gott hat verstoßen:
  - Vers 12: Klage
  - Vers 13f.: Bitte und Vertrauen

## Datierung
Der Psalm wird verschieden in die exilische Zeit, nachexilische Zeit oder nach Teilen differenziert in beide eingeordnet.